# Петловаць
45°45′ пн. ш. 18°31′ сх. д. / 45.75° пн. ш. 18.52° сх. д.
Петловаць (хорв. Petlovac) – громада і населений пункт в Осієцько-Баранській жупанії Хорватії.

## Населення
Населення громади за даними перепису 2011 року становило 2 405 осіб. Населення самого поселення становило 714 осіб.
Динаміка чисельності населення громади:
Динаміка чисельності населення центру громади:

## Населені пункти
Крім поселення Петловаць, до громади також входять: 
- Барансько Петрово Село
- Луч
- Новий Бездан
- Ново Невесинє
- Судараж
- Ширине
- Торянці
- Зелено Полє

## Клімат
Середня річна температура становить 11,03°C, середня максимальна – 25,26°C, а середня мінімальна – -5,94°C. Середня річна кількість опадів – 629 мм.
| Клімат поселення                              | Клімат поселення | Клімат поселення | Клімат поселення | Клімат поселення | Клімат поселення | Клімат поселення | Клімат поселення | Клімат поселення | Клімат поселення | Клімат поселення | Клімат поселення | Клімат поселення | Клімат поселення |
| Показник                                      | Січ.             | Лют.             | Бер.             | Квіт.            | Трав.            | Черв.            | Лип.             | Серп.            | Вер.             | Жовт.            | Лист.            | Груд.            |                  |
| Середній максимум, °C                         | 5,78             | 7,74             | 12,39            | 17,11            | 22,35            | 25,26            | 25,26            | 24,89            | 20,63            | 15,20            | 9,15             | 5,20             |                  |
| Середня температура, °C                       | −0,09            | 1,90             | 6,52             | 11,24            | 16,50            | 19,41            | 21,34            | 20,96            | 16,71            | 11,30            | 5,23             | 1,31             |                  |
| Середній мінімум, °C                          | −5,94            | −3,95            | 0,67             | 5,38             | 10,65            | 13,55            | 17,42            | 17,04            | 12,80            | 7,40             | 1,32             | −2,6             |                  |
| Норма опадів, мм                              | 38               | 33               | 36               | 49               | 61               | 79               | 62               | 60               | 51               | 53               | 59               | 48               |                  |
| Середньомісячна швидкість вітру, м/с          | 2.49             | 2.70             | 2.98             | 2.90             | 2.50             | 2.30             | 2.30             | 2.10             | 2.10             | 2.20             | 2.40             | 2.50             |                  |
| Середньомісячна сонячна радіація, кДж/м²·день | 4183             | 6928             | 10894            | 15483            | 19273            | 21630            | 22095            | 20078            | 14828            | 9296             | 4705             | 3464             |                  |
| --------------------------------------------- | ---------------- | ---------------- | ---------------- | ---------------- | ---------------- | ---------------- | ---------------- | ---------------- | ---------------- | ---------------- | ---------------- | ---------------- | ---------------- |
| Джерело:                                      |                  |                  |                  |                  |                  |                  |                  |                  |                  |                  |                  |                  |                  |